# Яковишина, Елена Дмитриевна
Елена Дмитриевна Яковишина (род. 17 сентября 1992 года, Петропавловск-Камчатский, Россия) — российская горнолыжница, выступает одновременно в спорте здоровых и с 2016 года в спорте глухих. Участница Олимпийских игр в Сочи, чемпионка России. Мастер спорта России международного класса среди здоровых и в спорте глухих . Заслуженный мастер спорта России в спорте глухих. Четырехкратная чемпионка и вицечемпионка на Суролимпийских играх 2019 года в Италии, в Санте Катерине Вальфурва. Трёхкратная чемпионка мира и двукратная вице-чемпионка мира в спорте глухих 2017 года. Специализируется в скоростных дисциплинах горнолыжного спорта.

## Биография
Родилась 17 сентября 1992 года в городе Петропавловск-Камчатский. Родилась слабослышащей, инвалидность оформила в 2016 году. До 2016 года выступала только среди здоровых, с 2016 года стала выступать одновременно и в спорте глухих.
Впервые встала на горные лыжи в 3 года. В 5 лет поступила в горнолыжную школу «Эдельвейс» г. Петропавловска-Камчатского к заслуженному тренеру России — Каталагину А. Е. По настоящее время он является официально её тренером.
Тренируется по индивидуальной программе, в составе интернациональной команды S-Team под руководством тренера Lionel Finance
Образование высшее (бакалавриат). Окончила в 2016 году с отличием Российский Государственный Университет Физической Культуры, Спорта, Молодежи и Туризма (ГЦОЛИФК), специальность тренер-преподаватель по горнолыжному спорту.

## Карьера в спорте здоровых
В Кубке мира Яковишина дебютировала 29 января 2012 года, выше 35-го места в соревнованиях в рамках Кубка мира не поднималась, и очков в зачёт Кубка не зарабатывала. Лучшим достижением Яковишиной в общем зачёте Кубка Европы является 100-е место в сезоне 2012-13.
На Олимпийских играх 2014 года в Сочи стала 14-й в комбинации, 28-й в скоростном спуске и 24-й в супергиганте.
За свою карьеру принимала участие в одном чемпионате мира, на чемпионате мира 2013 года заняла 21-е место в комбинации и 30-е место в скоростном спуске.
На зимней Универсиаде 2017 года победила в супергиганте и выиграла самую первую из разыгрываемых всех медалей в Казахстане.

## Карьера в спорте глухих
В 2016 году решила также выступать в спорте глухих. Является неоднократной чемпионкой России в спорте глухих, а также завоевала 3 золотые и 2 серебряные медали на 2-м чемпионате мира в спорте глухих по горнолыжному спорту в 2017 году, проходившем в Австрии.
Отдельно надо отметить 4 золотые и 1 серебряная медаль в Сурдлимпийских играх 2019 года, проходившие в Италии. Это лучший в истории спорта глухих результат в горнолыжном спорте.

## Снаряжение
Использовала лыжи и ботинки производства фирмы Head. В 2017 году перешла на лыжи и ботинки производства фирмы Rossignol. В 2020 году перешла на лыжи и ботинки производства фирмы Atomic.